# 30328 Emilyspencer
30328 Emilyspencer è un asteroide della fascia principale. Scoperto nel 2000, presenta un'orbita caratterizzata da un semiasse maggiore pari a 2,3043992 UA e da un'eccentricità di 0,1255465, inclinata di 9,35689° rispetto all'eclittica.